# Ragvaldsträsk
Ragvaldsträsk är en by kring Ragvaldsträsket cirka 15 kilometer söder om Skellefteå i Skellefteå socken i Skellefteå kommun. Bebyggelsen i västra delen av byn har tillsammans med bebyggelsen i Kläppen avgränsats till en småort namnsatt till Kläppen och del av Ragvaldsträsk.
I byn finns en gammal skola som nu används som ett museum, byn har även ett bönhus där det förekommer regelbundna gudstjänster och dop.